# メスのアルヌルフ
メスのアルヌルフ (ドイツ語: Arnulf von Metz フランス語: Arnoul de Metz c. 582年 – 640年) は、フランク人のメス司教、メロヴィング朝アウストラシア（フランク王国の分王国）の政治家。ピピン家の祖の一人であり、後のカール・マルテルやカール大帝らカロリング家の直接の先祖にあたる。彼自身の祖先は4世紀のローマ帝国の政治家フラウィウス・アフラニウス・シャグリウスまで遡ることができるとされている。

## 家系
アルヌルフの死後すぐに成立した『聖アルヌルフの生涯』(ラテン語: Vita Sancti Arnulfi) では、アルヌルフの家系は「とても高貴で、この世の財産に富んだ」フランク人であったとされている。
800年代初頭、おそらくメスで、カロリング家の系譜が簡潔にまとめられた。この系譜は新約聖書にあるイエスの系図を手本としたもので、歴史的裏付けはない。これによると、アルヌルフの父は詳細不明のアルノアルドという人物で、その両親はアウストラシアの貴族アンスベルトゥスとブリティルト（ブリティルデ）であると主張されている。さらにブリティルトはメロヴィング家の統一フランク王クロタール1世の娘であったとされている。このアルヌルフをメロヴィング家の末裔とする説は、同時代史料である『聖アルヌルフの生涯』には見られない。ただし、フランク人のもとではサリカ法に基づき女系の王朝継承が認められていなかったため、『生涯』では重要視されず省かれた情報が後世まで語り継がれていた可能性もある。
歴史家のJ. Depoinによると、アルヌルフは同時代のフランク人の記録で言及されているのに対し、その父とされるアルノアルドはカール大帝時代のイタリアの歴史家パウルス・ディアコヌスが「ローマ人」として記録しているのみである。『聖アルヌルフの生涯』では、アルヌルフの父親はフランク人貴族ボデギセル(Bodegisel)となっている。アメリカの歴史家デイヴィッド・ヒューミストン・ケリーは、もう一人のピピン家の祖であるピピン1世（アルヌルフの息子の義父）の妻イッタこそがアルノアルドの子であり、結果的にメロヴィング家とピピン家（およびカロリング家）が血縁関係にあることは事実であるとする説を唱えている。フランスの歴史家Christian Settipaniは、上述の二人の説を検討・拡張した結果、アルヌルフの父はアルノアルドではなくボデギセルであり、その系統はメロヴィング家の属するサリー族ではなくリプアリ・フランク族(ライン・フランク族)の王家に連なる、と述べた。彼はイッタがアルノアルドの娘である可能性は否定せず、さらにアルヌルフの妻ドダがアルノアルドの娘であるとも主張している。

## 生涯

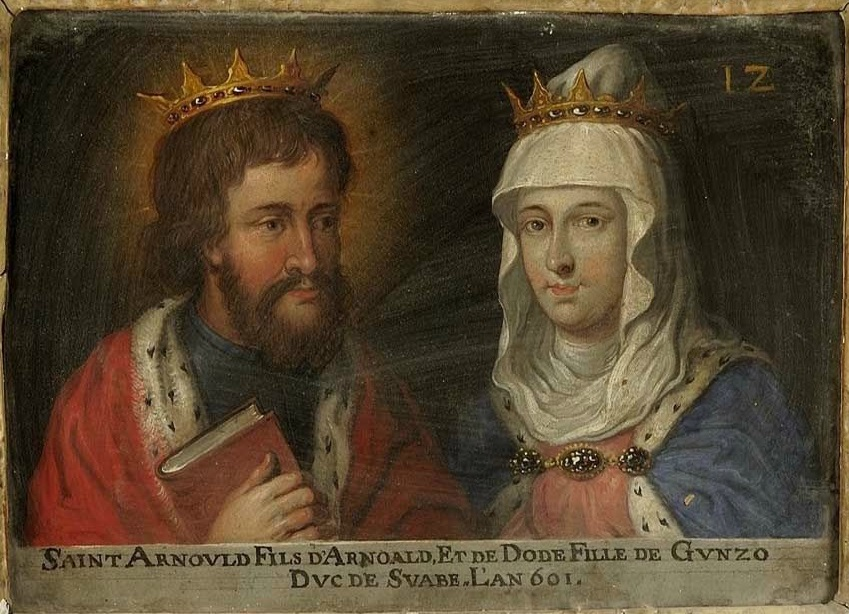
アルヌルフと妻ドダ（17世紀画）

582年ごろ、アルヌルフはロレーヌ地方・ナンシー付近でフランク族の有力な一族の子として生まれた。彼の家はモーゼル川とマース川の間に広大な領地を持っていた。青年期のアルヌルフはメロヴィング家のアウストラシア王テウデベルト2世(595年–612年)の宮廷に仕え、メス司教であるプロヴァンスのゴンドゥルフの教育を受けた。その後、アルヌルフはスヘルデ川地域のドゥクスとなった
アルヌルフはテウデベルト2世のもとで、軍事面でも行政面でも際立った働きを見せた。ある時には6つもの行政区を任されていた。彼は596年ごろに貴族の娘ドデ（もしくはドダ、584年ごろ生）と結婚した。長男は後のメス司教クロドゥルフ、そして次男のアンセギセルが歴史上重要な人物である。彼はピピン1世の娘ベッガと結婚し、ピピン2世の父となった。つまり、アルヌルフはピピン2世の男系の祖父、カール・マルテルの曾祖父、カール大帝の五世の祖にあたる。
アウストラシアの実権は、テウデベルト2世の祖母ブルンヒルドが握っていた。彼女はブルグンディアをも自らの孫の名で統治していた。613年、アルヌルフはピピン1世と組んで、フランク貴族たちを率いてブルンヒルド政権を打倒した。ブルンヒルドは凄惨な拷問の末に殺され、ネウストリア王だったクロタール2世のもとでフランク王国は再統合された。
アルヌルフと彼の友人で同じく宮廷の臣であるロマリクスは、レランス諸島の修道院に入ろうとした。しかしアルヌルフの行政手腕を高く買っていたクロタール2世は、彼に空位となっていたアウストラシアの首都メスの司教位を提案した。すでに妻がトレヴェスの女子修道院に入り尼僧となっていたこともあり、アルヌルフはこれを神の意思だと考え、聖職者、そして後に司教となった。その後もアルヌルフは家令として王に仕え続けた。
623年、クロタール2世は長男ダゴベルト1世をアウストラシア王とした。ダゴベルト1世はピピン1世を宮宰に任じ、彼とアルヌルフの補佐を受けてアウストラシアを統治した。624年、二人はダゴベルト1世を動かし、アギロルフィング家の有力貴族クロドアルドを殺害させた。
次第に宗教生活に惹かれるようになったアルヌルフは、628年ごろに引退して自領のヴォージュ山脈に引きこもり、修道僧となった。この地にはすでに613年ごろにアルヌルフの友人ロマリック（彼は両親をブルンヒルドに殺されていた）が、アマトゥスと共にルミルモン修道院を立てていた場所だった。629年にクロタール2世が死去すると、アルヌルフはHabendum付近に移り住み、643年から647年の間にそこで死去した。その後、彼はルミルモンに埋葬された。
アルヌルフはカトリック教会の聖人に列せられている。絵画では羊飼いの棒とともに描かれる。

## 伝説
メスのアルヌルフについては、以下のような伝説が伝えられている。

### 指輪の伝説
王家に混乱をもたらした戦争や殺人を率いたことで罪の意識に苦しめられていたアルヌルフは、モーゼル川にかかる橋へ行き、司教の証である指輪を川に投げ捨てた。そして赦しが得られるようなら徴として指輪を返してほしい、と神に祈った。懺悔に長い年月を費やした後のある日、漁師が司教の厨房に持ってきた魚をさばいてみると、腹の中から指輪が出てきた。これを神の徴だと悟ったアルヌルフは、直ちに司教を辞して引退し、隠者として余生を送った。

### 火の伝説
アルヌルフが司教を辞めるとき、王宮の地下室から火災が起き、メスの街中へ広がらんばかりの勢いになった。勇気にあふれ住民と心を共にしていたアルヌルフは、火の前に立ち「もし神が私を焼き尽くさんとするならば、御心のままに」と叫んだ。そしてその場で彼が十字を切ると、火はたちまち退いていった。

### ビール壺の伝説
メスの教区民が前司教（アルヌルフ）の遺骨を受け取りにルミルモンに向かった。この時は7月で、彼らは猛暑に苦しめられた。飲み物はわずかで、地形も険しかった。疲れ果てた人々がシャンピニュを立とうというとき、その中の一人のDuc Nottoという者が「聖アルヌルフが、その力強いとりなしによって我々に幸運をもたらしてくれますように」と祈った。その時、壺の底にわずかに残っていたビールがどんどん増えていき、やってきていた人々すべての渇きを癒し、さらに翌夕にメッツに帰還した彼らが楽しめるほどまでになった。